# Crambus uniformella
Crambus uniformella là một loài bướm đêm trong họ Crambidae.